# Chaetodontoplus dimidiatus
Chaetodontoplus dimidiatus е вид бодлоперка от семейство Pomacanthidae. Видът не е застрашен от изчезване.

## Разпространение и местообитание
Разпространен е в Индонезия.
Обитава крайбрежията на морета, заливи и рифове. Среща се на дълбочина от 5 до 35 m.

## Описание
На дължина достигат до 22 cm.
Популацията на вида е стабилна.